# Deformidad de Sprengel
La escápula elevada o deformidad de Sprengel es una enfermedad congénita rara, consiste en una posición anormalmente alta con respecto al tórax y al cuello del omóplato. Se produce al no descender la escápula durante el desarrollo embrionario. Puede detectarse mediante ecografía antes del nacimiento. El único tratamiento eficaz es quirúrgico.
- Datos: Q1850576
- Multimedia: Sprengel's deformity / Q1850576